# Marițica Bibescu
 (février 2024).
Si vous disposez d'ouvrages ou d'articles de référence ou si vous connaissez des sites web de qualité traitant du thème abordé ici, merci de compléter l'article en donnant les références utiles à sa vérifiabilité et en les liant à la section « Notes et références ».
Marițica Bibescu, née Maria Văcărescu en 1815 à Bucarest et morte le 27 septembre 1859 à Paris, aussi connue sous le nom de Marițica Ghica, était membre de la noblesse roumaine de Valachie, une région roumaine. Descendante d'une lignée d'intellectuels (notamment avec son grand-père Ienăchiță Văcărescu et son oncle Alecu), Marițica elle-même était poète même si elle n'a jamais été publiée. Orpheline dès son plus jeune âge, elle fut élevée par des proches de sa famille, y compris par le prince Alexandre II Ghica et le philanthrope Zoe Brâncoveanu. Décrite comme ambitieuse et exceptionnellement belle, elle épousa le frère du Prince, Spatharios Costache Ghica, en 1834. Les Ghica restèrent la famille la plus influente de la Valachie jusqu'à fin 1842, lorsque Alexandru II fut déposé par l'Empire ottoman.
L'influence de Marițica a atteint un pic après les élections princières de 1842-1843 (en), au cours desquelles son mari n'a pas réussi à accéder au trône. Marițica a alors commencé une relation avec le vainqueur, Gheorghe Bibescu, dont est né un enfant. Gheorghe était à l'époque marié, et a finalement obtenu un divorce en 1844 pour épouser Marițica l'année suivante. La somptueuse cérémonie, à laquelle le Prince moldave Mihail Sturdza assista, eut lieu à Focșani, une ville située à la frontière entre la Valachie et la Moldavie. Néanmoins, cette union ne fut que partiellement reconnue par l'Église orthodoxe de la Valachie. Gheorghe fit appel au patriarche œcuménique pour obtenir son approbation, après avoir corrompu le Divan ottoman pour déposer Germanus IV et le faire remplacer par Mélèce III. 
Les désaccords politiques entre le conservatisme de Gheorghe et les groupes libéraux ont conduit à la révolution de la Valachie de 1848. Marițica est restée aux côtés de son mari durant cette période, et le couple a finalement fui en empire d'Autriche. La révolution fut écrasée par les empires ottoman et russe, et le trône fut attribué à Barbu Dimitrie Știrbei, beau-frère de Marițica. Cette dernière vécut ensuite avec son époux à Istanbul puis à Paris, où Gheorghe continua à faire pression pour sa reconnaissance en tant que Prince, ainsi que pour l'union entre la Valachie et la Moldavie. Sa carrière politique en Valachie a repris après la guerre de Crimée, mais il fut battu lors des élections de 1859 par son rival, Alexandru Ioan Cuza, qui était dans une meilleure position pour unir les deux pays. 
La même année, Marițica est morte d'un cancer à Paris, laissant dans le deuil ses cinq enfants issus de ses deux mariages. Son fils, Mihai Ghica, mourut sans héritiers en 1926. Ses filles se marièrent dans la noblesse européenne, y compris chez les Montesquiou, Courval, Rasponi-Murat et de Faucigny-Lucinge. 
Marițica est considérée comme une promotrice de la robe roumaine, et la muse des peintres Carol Szathmari et Constantin Lecca. Elle fut aussi un mécène littéraire, et deux de ses nièces devinrent écrivains, Elena Văcărescu et Dora d'Istria, de même qu'une de ses belles-filles, la poétesse Anna de Noailles. Son petit-fils Léon de Montesquiou a été l'un des membres fondateurs de l'Action Française.